# Very Rickenbacher
Very Rickenbacher (* 3. November 1957 in Immensee) ist ein Schweizer Komponist und Musiker.

## Leben
Very Rickenbachers musikalischer Werdegang begann mit 14 Jahren am Euphonium. Dieses Instrument spielte er aktiv bei den Musikgesellschaften Immensee und Alpnach und in der Blaskapelle Rigispatzen. Rickenbacher absolvierte den Trompeter-Militärdienst. Von 1984 bis 1999 war er als Dirigent der Musikgesellschaft Immensee, der Blaskapelle Rüter Dorfspatzen und der Feldmusik Udligenswil tätig. Seit 2003 leitet er die Blaskapelle Rigispatzen aus Küssnacht am Rigi. Für diese Formation hat er bereits einige Titel komponiert. Besonders bekannt ist Rickenbachers Polka Ein halbes Jahrhundert die er 2005 geschrieben hat.

## Blaskapelle Rigispatzen
Gegründet wurde die Kapelle 1956 von elf Musikanten aus Küssnacht unter dem Namen Bauernkapelle Rigispatzen. Seit 1963 nennt sich die Formation nun Blaskapelle Rigispatzen. Vor allem spielt das Ensemble Blasmusik im böhmischen Stil. Bisher sind fünf Tonträger erschienen. Beim 15. Schweizerischen Blaskapellentreffen in Malters 2004 schnitt die Kapelle mit einem 2. Rang ab und beim Radiowettbewerb der 10 besten Schweizer Blaskapellen in Wauwil erreichten die Rigispatzen dasselbe Ergebnis. Seit dem 8. September 2003 wird das Orchester von Very Rickenbacher geleitet.

### Diskographie
- Regenbogengold (2011)
- Ein halbes Jahrhundert (2006)
- Königin der Berge (1996)
- Die Spatzen sind da (1989)
- Mit Schwung (1986)

## Kompositionen (Auszug)
- Bierfass-Polka
- Das Bänklein am See (Walzer)
- Die Gipfelstürmer (Solo für drei Posaunen)
- Die Spatzen sind da (Marsch-Polka)
- Ein Engel auf Erden (Romanze)
- Ein halbes Jahrhundert (Polka)
- Goldspatzen (Polka)
- Hans im Glück (Polka)
- Herztöne (Polka)
- Kirschblütenzauber (Polka)
- Kleiner Wirbelwind (Polka)
- Königin der Berge (Marsch-Polka)
- Köstlichkeiten (Polka)
- Lieblingswalzer (Walzer)
- Musikalische Erinnerungen (Polka)
- Nur die Ruhe (Polka)
- Regenbogengold (Polka)
- Wenn der Vater mit dem Sohn (Solo)
- Wenn ich dich schlafen seh’ (Walzer)